# Thomas Allen (Mathematiker)
Thomas Allen (auch Alleyn, * 21. Dezember 1542 in Uttoxeter, Staffordshire; † 30. September 1632 in Gloucester Hall, Oxford) war ein englischer Mathematiker, Gelehrter und Astrologe.

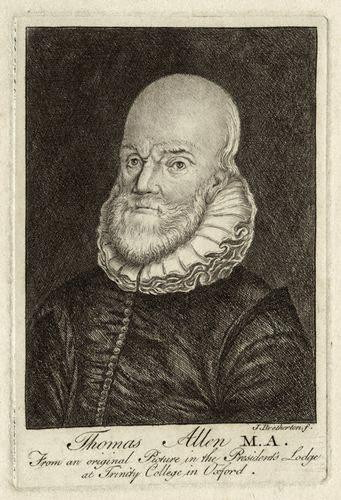
Thomas Allen von James Bretherton, 18. Jahrhundert

## Leben und Wirken
Allen studierte ab 1561 am Trinity College in Oxford mit dem Abschluss des Magister artium 1567. Er war dort Fellow des College, wechselte aber 1571 nach Gloucester Hall, einem von katholischen Parteigängern geprägten College in Oxford. Offiziell blieb er Anglikaner, allerdings war er zu keiner Zeit ordiniert. Allen hatte dort zahlreiche Schüler, unter anderem Kenelm Digby und Thomas Harriot (der allerdings an einem anderen College war). Er unterrichtete unter anderem auch mathematische Geographie, wichtig für die Entdeckungsreisen der damaligen Zeit. Zu seinen Schülern gehörten hier Thomas Aylesbury (1576–1657), später Aufseher über die Royal Navy und Direktor der Münze sowie Patron der Wissenschaft, und Robert Fludd.
Allen war der Astrologe von Robert Dudley, 1. Earl of Leicester und erstellte auch Horoskope für andere hochstehende Persönlichkeiten. Ähnlich wie John Dee,  mit dem er bekannt war, hatte er teilweise den Ruf als Magier die schwarzen Künste zu praktizieren (so in Leicester´s Commonwealth von 1584). Beispielsweise gingen Gerüchte, er hätte versucht, durch schwarze Magie eine Verbindung seines Gönners des Earl of Leicester mit Königin Elisabeth I. zu befördern.
Allen war auch mit William Herbert, 3. Earl of Pembroke, ein Patron der Wissenschaft, verbunden und mit Robert Bruce Cotton und William Camden. Er galt als großer Büchersammler und hinterließ seine Bibliothek Kenelm Digby, über den sie zum großen Teil in die Bodleian Library kamen. Er publizierte wenig, unter anderem einen Kommentar zum zweiten und dritten Buch des Almagest von Claudius Ptolemäus (als The Quadripartite Construction bekannt) und zu De Scriptores Britanniae von John Bale.